# Музей морського флоту України
Одеський музей морського флоту України — морський музей в Одесі, присвячений створенню та розвитку морського торговельного флоту України. Музей був створений у 1920 році моряком і художником В. А. Ченцовим.

## Історія
У 1941—1944, під час румунсько-німецькою окупації Одеси, більшість довоєнних експонатів було викрадено.
У 1965 відновив свою роботу. Музей міститься у будівлі Англійського клубу, зведеній у 1842 за проектом архітектора Торічеллі. Будівля є пам'яткою культурної спадщини України.
Експозиція музею присвячена історії суднобудування з первісних часів до наших днів, історії розвитку флоту в царській Росії, Радянському Союзі, Україні.
Музейний фонд налічував 100 000 експонатів, таких як документи, світлини, мапи, рукописи, технічна література, моделі суден, навігаційні прилади та інструменти, якір віком більш за 900 років. Експозиція моделі суден представляє раритетні судна, які використовувалися більш як 100 років тому на Чорному морі. Окреме місце займає експозиція мистецьких мариністичних творів.
У 1965—2005 з експонатами музею ознайомились 11 млн відвідувачів.
29 квітня 2005 у будівлі музею відбулася пожежа, яка знищила дах і перекриття на площі близько 1200 м². У 2007 розпочаті відновлювальні роботи. Однак, згідно із заявою директора Південного регіонального центру страхового фонду документації, Анатолія Короткіна, яку він зробив на засіданні Одеської обладміністрації, експозицію музею відновити фактично неможливо, оскільки вона знищена пожежею, а документації на експонати немає. Так пожежею було знищено унікальні компаси, штурвали російських кораблів 17 століття.
15 листопада 2015 відбулася повторна пожежа — полум'я охопило приблизно 12-15 м² в правому крилі будівлі..
1 квітня 2016 сталася третя пожежа. У цей раз у підвальному приміщенні музею.

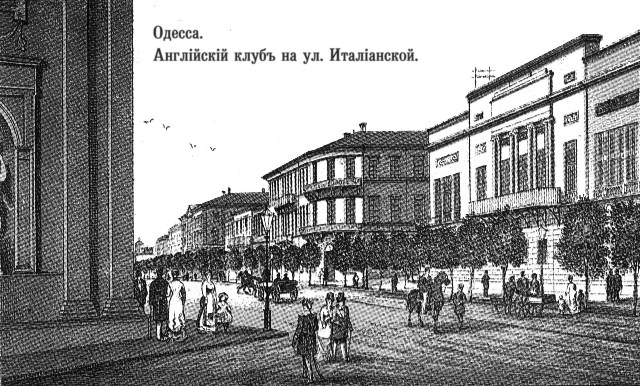
Англійський клуб (праворуч на зображенні) на старій гравюрі
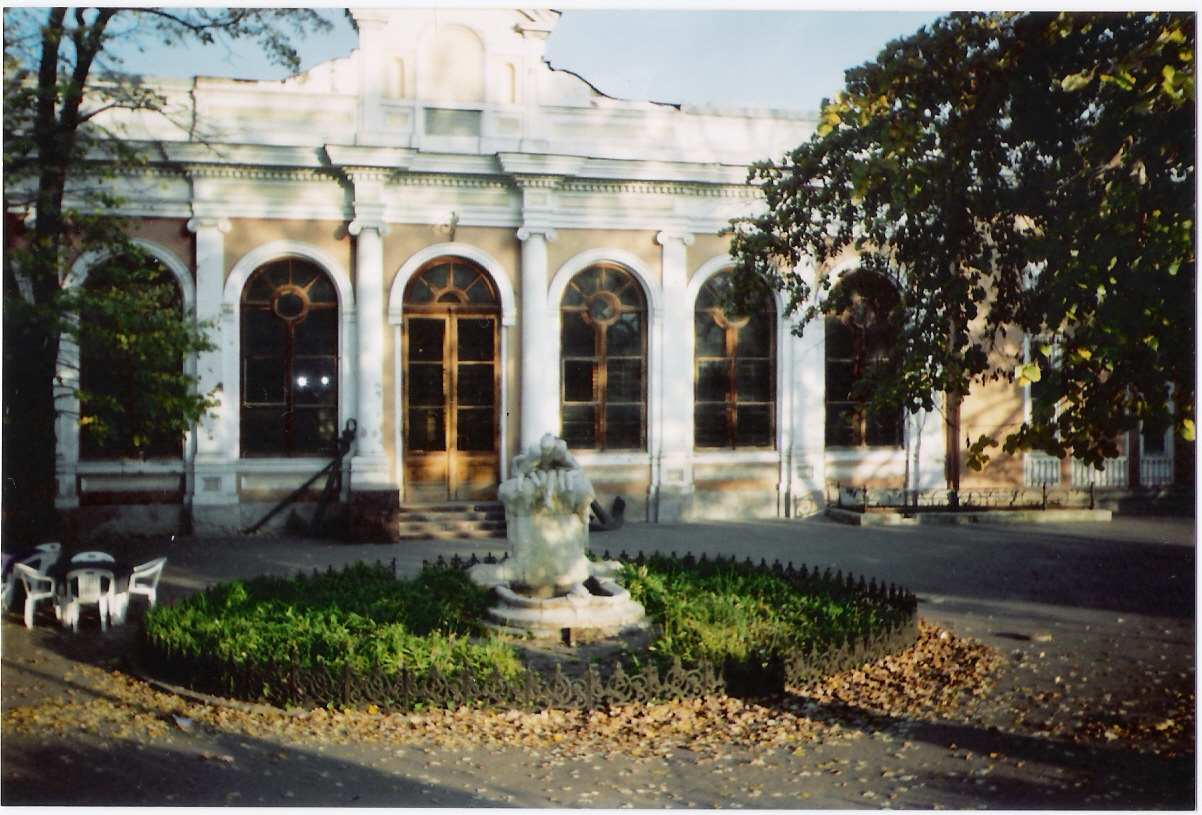
Вигляд будівля Англійського клубу до пожежі (2004)
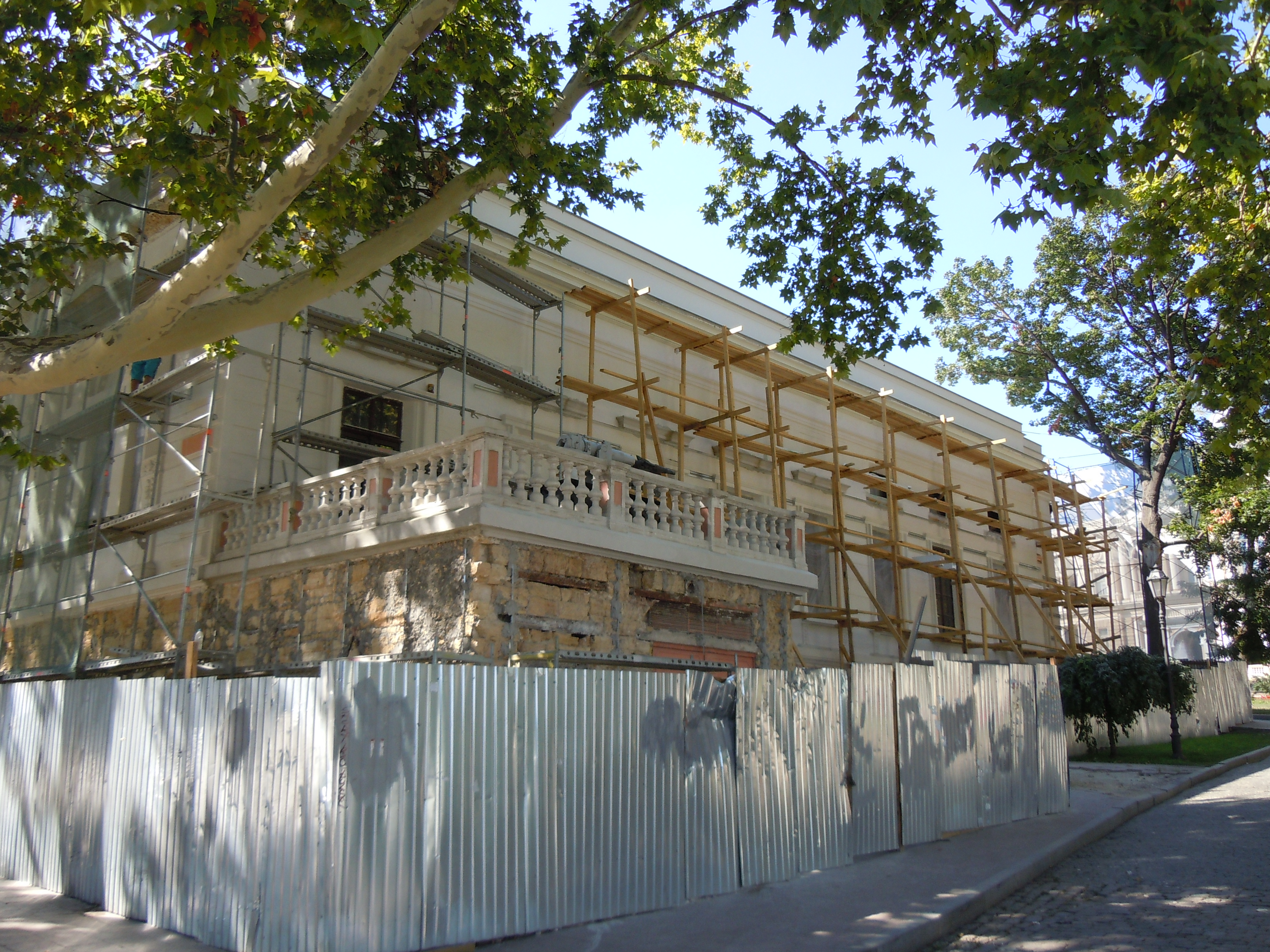
Будівля під час реконструкції (2013)

## Сучасний стан
70 тисяч експонатів, що залишились, перебували у будівлі Одеського морського вокзалу. Частина колекції (близько 5 %) з 2007 року експонувалась в одному з приміщень морвокзалу. У 2014 році з експозицією ознайомилось лише 16 тис. відвідувачів, у 2015 менш ніж 5 тисяч. У зв'язку з будівництвом в приміщенні морвокзалу «Відкритого митного простору» музей знову переїхав. З 16 лютого 2016 року він працює у приміщенні музею Одеського морського порту імені Ф. де Воллана.

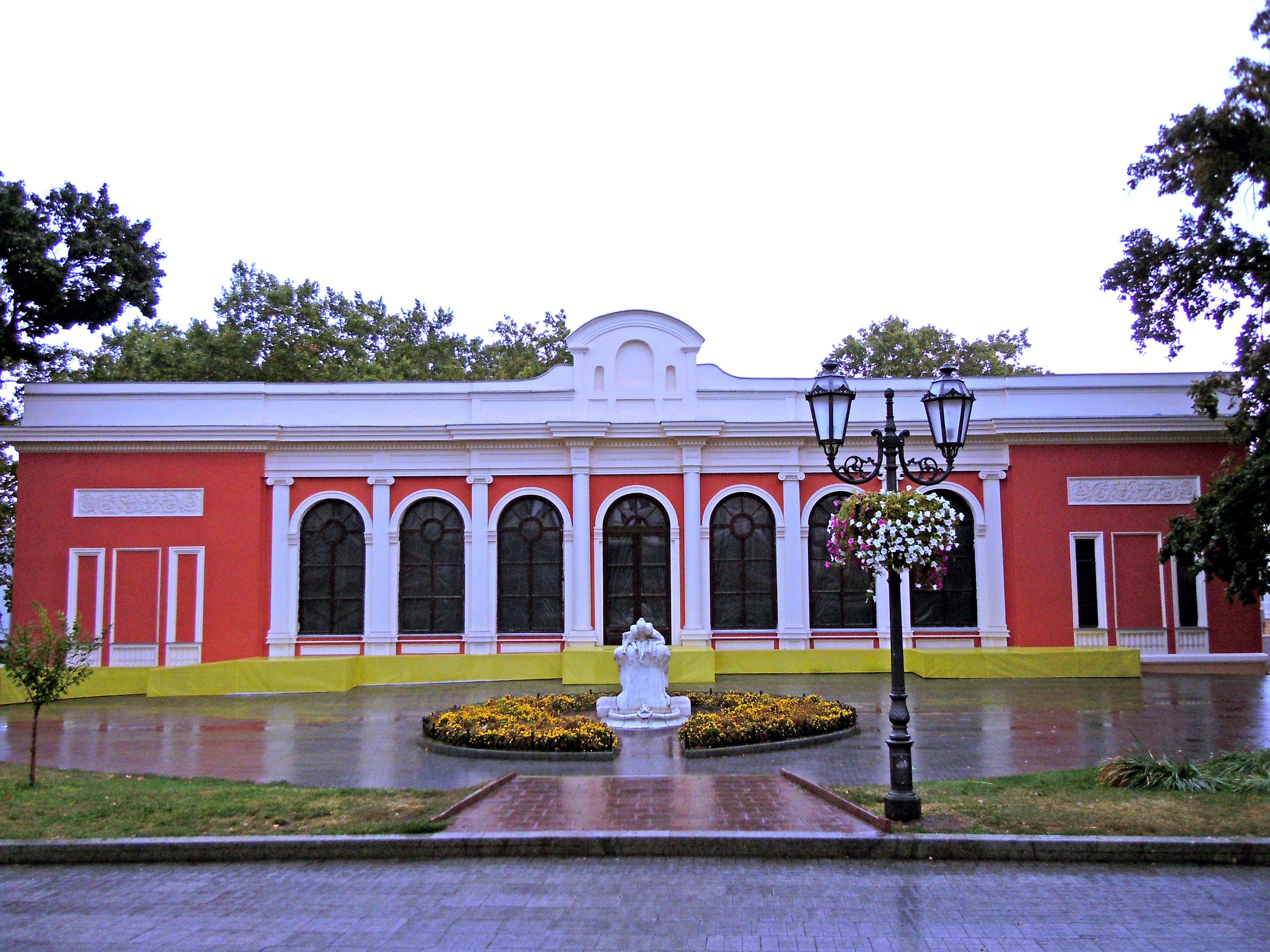
Відремонтована будова (2014 рік)
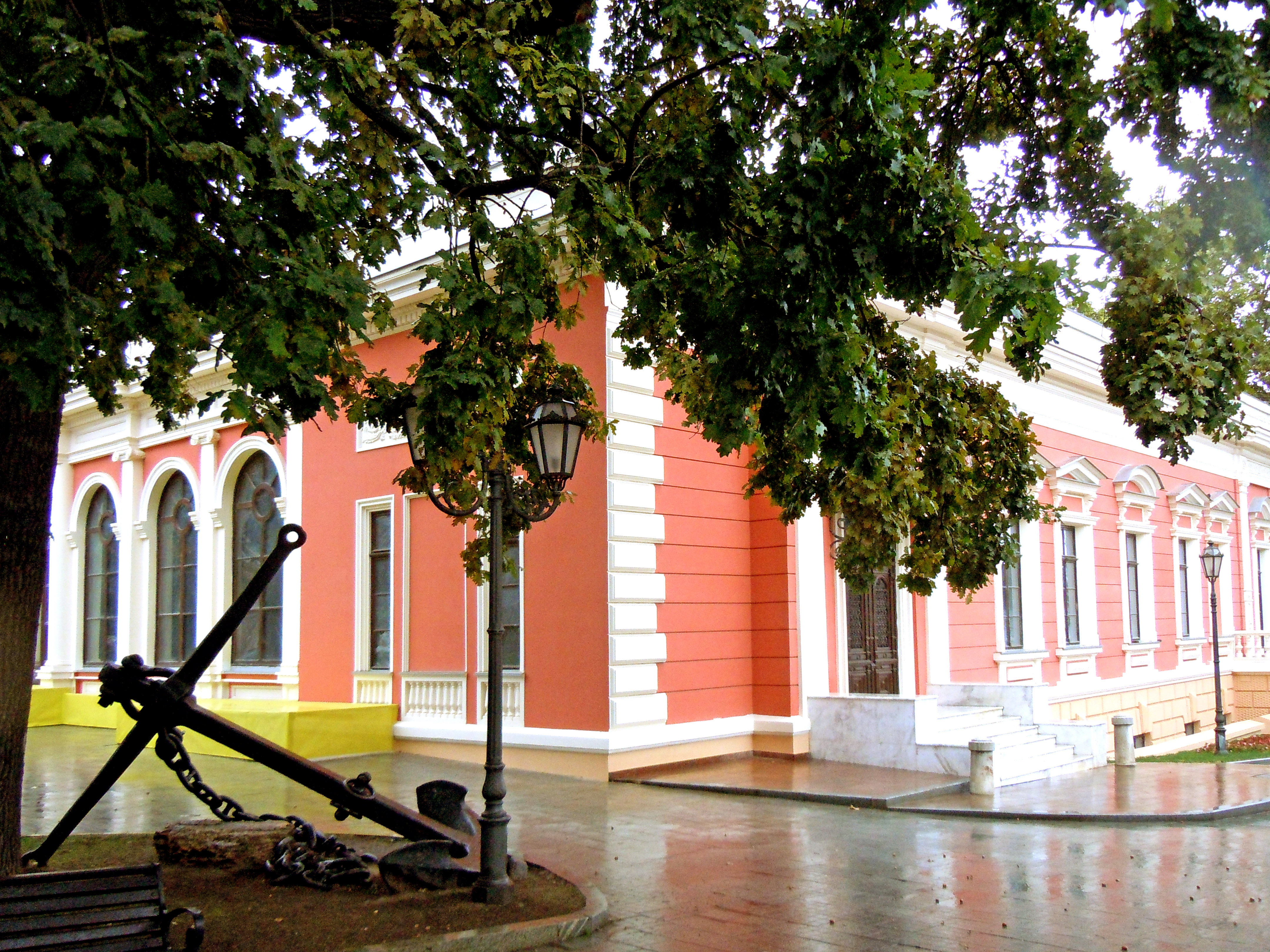
Біля центрального входу до будови музею (2014 рік)
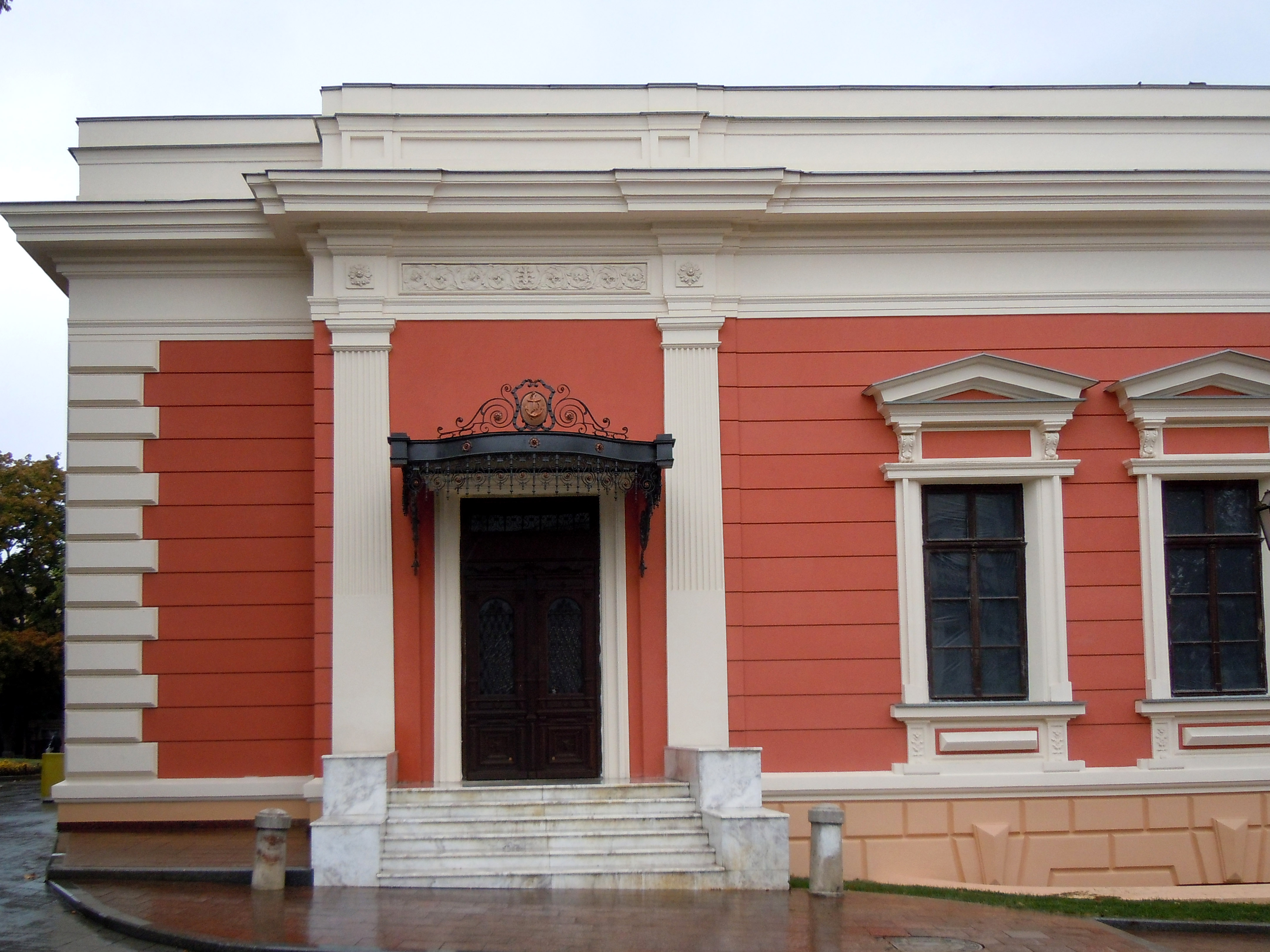
Головний вхід (2014 рік)
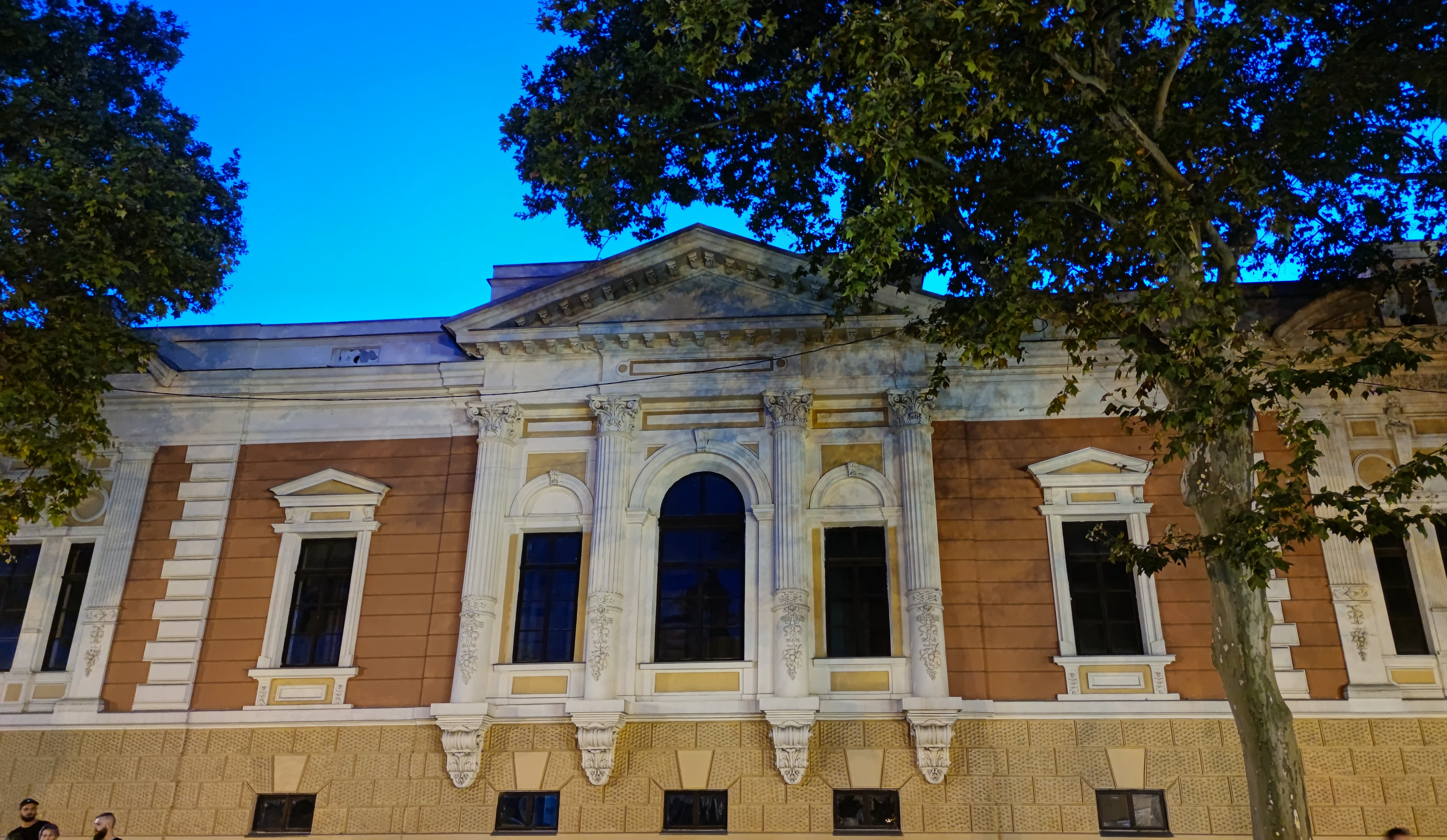
Будівля (2021 рік)

## Музей якорів
Окремою частиною музею є експозиція історичних якорів, розташована на території Морського вокзалу. Тут представлені різні види якорів, як то коромислові, виготовлені з цільного шмату заліза, Адміралтейський і Холловський, якір підвищеної утримувальної сили (так званий якір Матросова), а також якоря-кішки. Останні бувають трьох-, чотирьох-, п'ятирогі (багатолапі) кішки, легкі та чіпкі. Їх використання почали ще вікінги, оскільки вони легкі і зручні для малих човнів, а також як абордажні гаки.

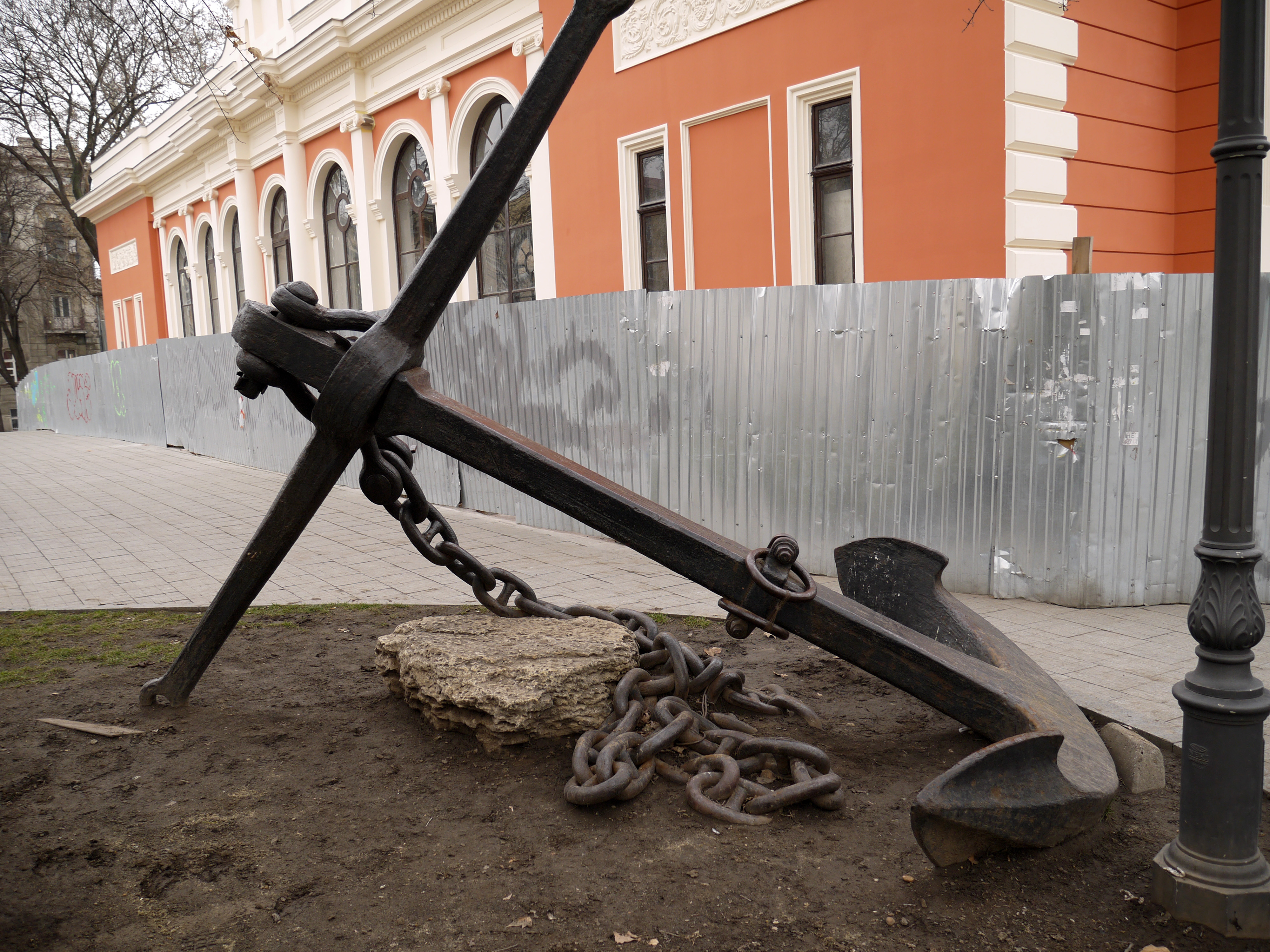
Старий якір біля головного входу
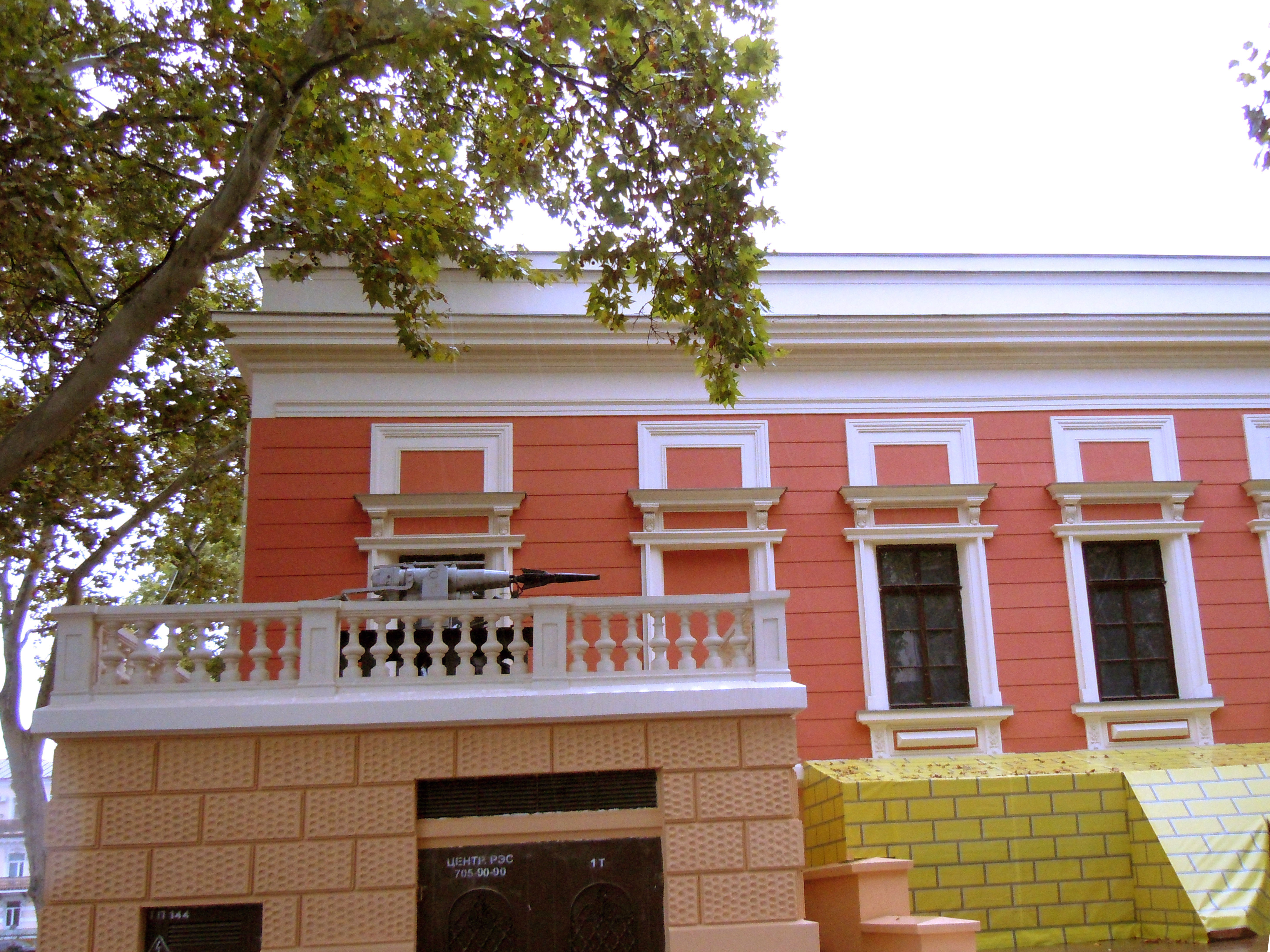
Китобійний гарпун — один із експонатів музею
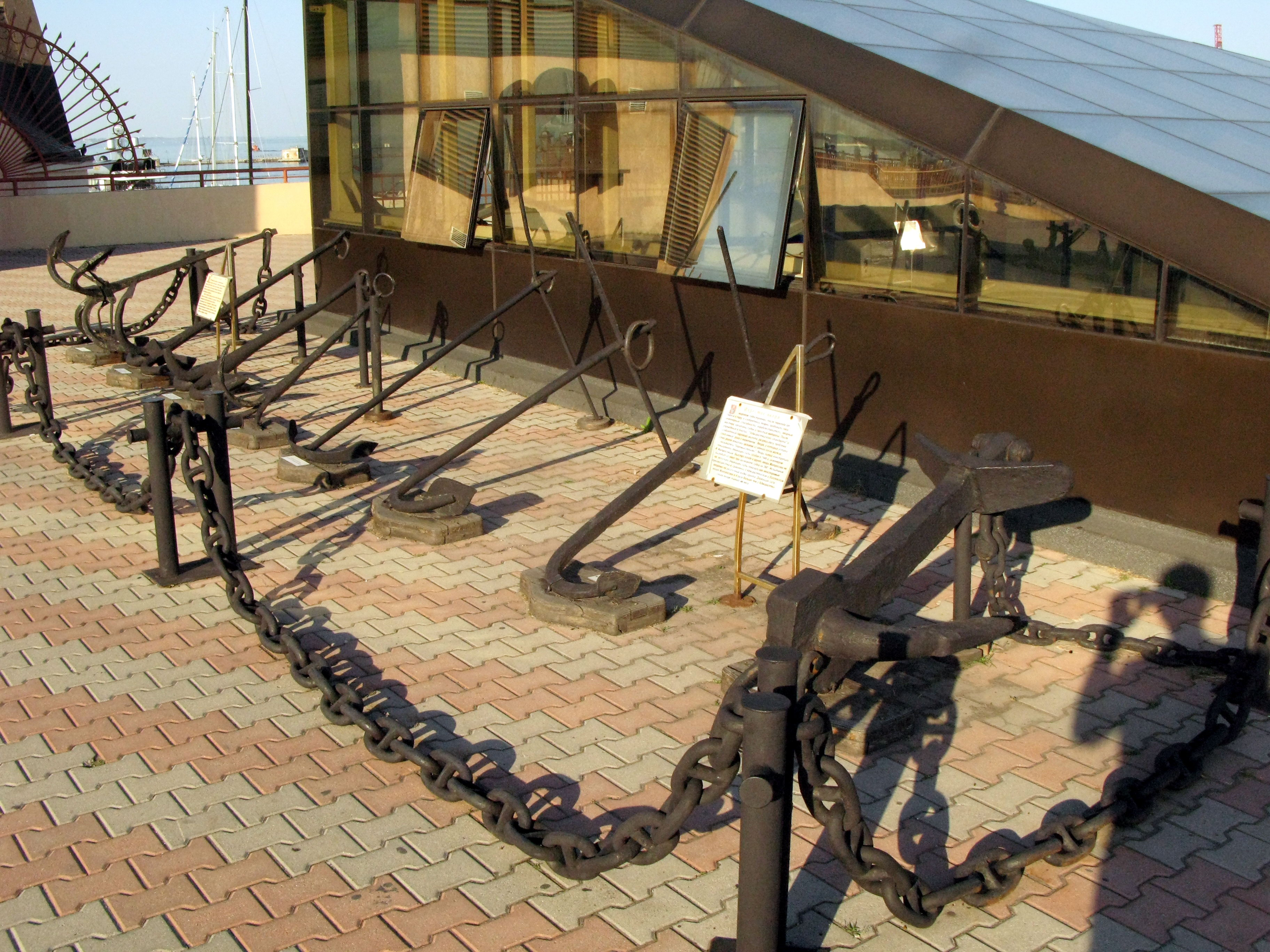
Експозиція історичних якорів на Морському вокзалі